# Бряст
Бряст (болг. Бряст) — село в Болгарии. Находится в Хасковской области, входит в общину Димитровград. Население составляет 247 человек.

## Политическая ситуация
Бряст подчиняется непосредственно общине и не имеет своего кмета.
Кмет (мэр) общины Димитровград — Стефан Димитров Димитров (коалиция партий: Союз свободной демократии (ССД), Земледельческий народный союз (ЗНС), Болгарская рабочая социал-демократическая партия (БСДП), «Новые лидеры» (НЛ)) по результатам выборов.